# Облога Смоленська (1609—1611)

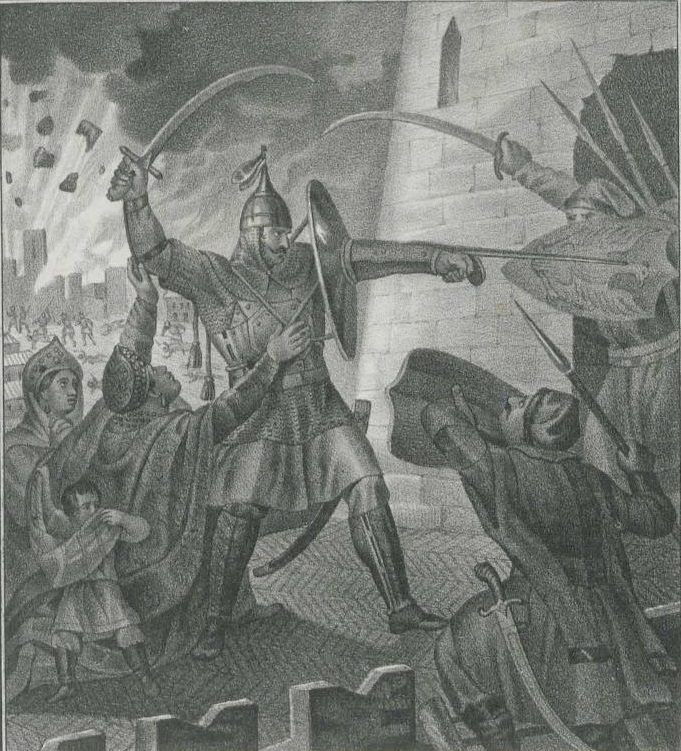
Захист Смоленська від поляків (художник Б. A. Чоріков)

Облога Смоленська 1609—1611 рр. — облога військами Речі Посполитої російського гарнізону Смоленська під час Польсько-московської війни 1609—1618 років, що тривала майже два роки.

## Історія
Влітку 1609 р. Річ Посполита розпочала військові дії проти Московського царства. Її військо увійшло до Смоленської області, а першим містом на шляху був Смоленськ. Перші загони на чолі з канцлером Литовського князівства Львом Сапегою 9 вересня 1609 року підійшли до міста і розпочали його облогу. Смоленськ захищав гарнізон із 5,4 тис. Чоловіків із 200 гарматами та озброєними городянами. Обороною керував московитський воєвода М. Б. Шейн. З боку Речі Посполитої Сигізмунд III очолював 12,5 тисячне військо із 30 гарматами та 10 000 запорозьких козаків.
Перший штурм тривав з 25 по 27 вересня, але був відбитий. Закінчилися невдачею спроби поляків, литовців, щоб рити тунелі взимку 1609 / 1610-х років в фортецю. Проходи були виявлені, і в результаті серії сутичок поляки та литвини були вигнані з них, а самі тунелі підірвані. За словами радянського військового історика Е. A. Разіна, це був перший в історії підземний бій. Після цього Сигізмунд III розпочав тривалу облогу. Захисники фортеці здійснили численні набіги, постійно турбуючи польські та литовські війська. Під час однієї з цих нападів шість смоленчан захопили в польському таборі королівський прапор і благополучно повернулися до Смоленська. Крім того, в тилу польських і литовських військ були селянські партизанські загони.
24 червня 1610 року поблизу Клушина було розгромлено московсько-шведський загін Шуйського-Делагарді, який прийшов на допомогу місту, і облогову артилерію доставили до польського табору. Це дозволило Сигізмунту III посилити бойові дії: штурми були здійснені 19, 20 липня , 11 серпня, 21 листопада. Усі вони були відбиті захисниками міста. Несучи великі втрати, поляки і литовці знову перейшли до облоги. Переговори про капітуляцію із захисниками у вересні 1610 р. та березні 1611 р. також провалились.
До літа 1611 р. вижило близько 200 солдатів та близько 8000 жителів. Вирішальний штурм розпочався в ніч на 3 червня з усіх боків. Шейн та його загін займали поляків та литовців, які намагалися проникнути в місто через отвір в одній із стін. У цьому бою він був поранений і потрапив у полон. Тим часом городяни, незважаючи на чисельну перевагу ворога, продовжували битися, а останні захисники міста окупували Успенський собор, де зберігалися значні запаси пороху і підірвали його разом з собою та наступаючим супротивником.
Загальні втрати, понесені польсько-литовськими військами, становили близько 30 тис. осіб. Важкі втрати і втома військ не дозволили Сигізмунду перейти на допомогу своїх земляків у Москві (які зазнали поразки), і він повернувся до Польщі. В результаті захоплення міста він потрапив під владу Речі Посполитої 43 роки.
Оборона Смоленська в 1609 — 1611 роках — одна з найдовших оборон міста в умовах повної блокади за всю російську історію.